# Hemileius lanceolatus
Hemileius lanceolatus är en kvalsterart som beskrevs av Bayartogtokh och Aoki 1997. Hemileius lanceolatus ingår i släktet Hemileius och familjen Hemileiidae. Inga underarter finns listade i Catalogue of Life.